# Colletes clematidis
Colletes clematidis är en biart som beskrevs av Jörgensen 1912. Colletes clematidis ingår i släktet sidenbin, och familjen korttungebin. Inga underarter finns listade i Catalogue of Life.